# The Killing of a Sacred Deer
The Killing of a Sacred Deer (en España, El sacrificio de un ciervo sagrado; en Hispanoamérica, El sacrificio del ciervo sagrado) es una película de thriller psicológico de 2017, dirigida por el griego Yorgos Lanthimos. Fue galardonada en el Festival de Cannes con el premio al mejor guion. La película está protagonizada por Colin Farrell, Nicole Kidman y Barry Keoghan.

## Sinopsis
Steven Murphy (Colin Farrell), un cirujano cardiovascular casado con Anna (Nicole Kidman), una oftalmóloga, y padre de dos hijos, entabla una amistad con Martin (Barry Keoghan), un niño de dieciséis años, huérfano de padre, a quien cuida y protege, pero los acontecimientos dan un giro siniestro debido a errores del pasado.

## Reparto
- Colin Farrell como Steven Murphy.
- Nicole Kidman como Anna Murphy.
- Barry Keoghan como Martin.
- Raffey Cassidy como Kim Murphy.
- Sunny Suljic como Bob Murphy.
- Alicia Silverstone es la madre de Martin.
- Bill Camp es el Dr. Matthew Williams.

## Estreno
La película se mostró en el Festival de Cannes el 22 de mayo de 2017. Pero su estreno en cines fue el 20 de octubre de 2017 en Estados Unidos y el 3 de noviembre, de ese mismo año, en Reino Unido e Irlanda.

## Premios y nominaciones
| Premio                               | Fecha                   | Categoría                       | Nominado(s)                              | Resultado | Ref.          |
| ------------------------------------ | ----------------------- | ------------------------------- | ---------------------------------------- | --------- | ------------- |
| AACTA International Awards           | 6 de enero de 2018      | Best Supporting Actress         | Nicole Kidman                            | Nominado  | [ 7 ]         |
| Cannes Film Festival                 | 26 de mayo de 2017      | Palma de Oro                    | Yorgos Lanthimos                         | Nominado  | [ 8 ]         |
| Cannes Film Festival                 | 26 de mayo de 2017      | Best Screenplay Award           | Yorgos Lanthimos y Efthymis Filippou     | Ganador   | [ 8 ]         |
| European Film Awards                 | 10 de diciembre de 2017 | Best European Actor             | Colin Farrell                            | Nominado  | [ 9 ]         |
| European Film Awards                 | 10 de diciembre de 2017 | Best European Director          | Yorgos Lanthimos                         | Nominado  | [ 9 ]         |
| European Film Awards                 | 10 de diciembre de 2017 | Best European Screenwriter      | Yorgos Lanthimos y Efthymis Filippou     | Nominado  | [ 9 ]         |
| Evening Standard British Film Awards | 8 de febrero de 2018    | Best Supporting Actor           | Barry Keoghan                            | Nominado  | [ 10 ]        |
| Florida Film Critics Circle          | 23 de diciembre de 2017 | Best Supporting Actor           | Barry Keoghan                            | Nominado  | [ 11 ] [ 12 ] |
| International Film Festival Ghent    | 20 de octubre de 2017   | Grand Prix – Best Film          | Yorgos Lanthimos                         | Nominado  | [ 13 ]        |
| Hamburg Film Festival                | 14 de octubre de 2017   | Sichtwechsel Film Award         | Yorgos Lanthimos                         | Nominado  | [ 14 ]        |
| Independent Spirit Awards            | 3 de marzo de 2018      | Best Supporting Male            | Barry Keoghan                            | Nominado  | [ 15 ]        |
| Independent Spirit Awards            | 3 de marzo de 2018      | Best Cinematography             | Thimios Bakatakis                        | Nominado  | [ 15 ]        |
| London Film Critics Circle           | 18 de enero de 2018     | British/Irish Actor of the Year | Colin Farrell (también por The Beguiled) | Nominado  | [ 16 ]        |
| Seattle Film Critics Society         | 18 de diciembre de 2017 | Best Supporting Actor           | Barry Keoghan                            | Nominado  | [ 17 ]        |
| Seattle Film Critics Society         | 18 de diciembre de 2017 | Villain of the Year             | Barry Keoghan (como Martin)              | Nominado  | [ 17 ]        |
| Festival de Cine de Sitges           | 14 de octubre de 2017   | Mejor película                  | The Killing of a Sacred Deer             | Nominado  | [ 18 ]        |
| Festival de Cine de Sitges           | 14 de octubre de 2017   | Premio José Luis Guarner        | The Killing of a Sacred Deer             | Ganador   | [ 18 ]        |